# Élections législatives de 1951 dans l'Yonne
Les élections législatives françaises de 1951 se tiennent le 17 juin. Ce sont les deuxièmes élections législatives de la Quatrième République.

## Mode de scrutin
Représentation proportionnelle plurinominale suivant la méthode du plus fort reste dans 103 circonscriptions, conformément à la loi des apparentements : les listes qui se sont « apparentées » avant l'élection remportent tous les sièges de la circonscription si leurs voix ajoutées obtiennent la majorité absolue des suffrages exprimés. Il y a 629 sièges à pourvoir.
Le vote préférentiel est admis. 
Dans le département de l'Yonne, quatre députés sont à élire.

## Candidats

### Liste d'Union des indépendants, des paysans et des républicains nationaux
| N° | Candidats | Candidats       | Parti | Principales fonctions                                                  |
| -- | --------- | --------------- | ----- | ---------------------------------------------------------------------- |
| 01 |           | Jean Moreau     | CNIP  | Maire d'Auxerre, député sortant                                        |
| 02 |           | Jean Chamant    | CNIP  | Conseiller municipal de Sens, député sortant                           |
| 03 |           | Victor Guichard | CNIP  | Conseiller général du canton de L'Isle-sur-Serein, maire de Coutarnoux |
| 04 |           | Jean Cagnat     | CNIP  | Cultivateur à Saint-Martin-sur-Ouanne                                  |

### Liste d'union républicaine résistante et antifasciste présentée par le Parti communiste français
| N° | Candidats | Candidats        | Parti | Principales fonctions |
| -- | --------- | ---------------- | ----- | --- |
| 01 |           | Prosper Môquet   | PCF   | Député sortant, cheminot, père de Guy Môquet                                                                                   |
| 02 |           | René Marrault    | PCF   | Cultivateur |
| 03 |           | Georgette Sansoy | PCF   | Fonctionnaire dans l'enseignement public, ancienne résistante, ancienne adjointe au maire du Vingtième arrondissement de Paris |
| 04 |           | René Millereau   | PCF   | Cultivateur, Mailly-la-Ville                                                                                                   |

### Liste du Rassemblement du peuple français
| N° | Candidats | Candidats            | Parti | Principales fonctions                                                                                          |
| -- | --------- | -------------------- | ----- | --- |
| 01 |           | Léon Noël            | RPF   | Ambassadeur de France, membre de l'Institut, ancien résistant, ancien Préfet                                   |
| 02 |           | René Walter          | RPF   | Docteur en droit, ancien bâtonnier, avocat à Auxerre, conseiller général du canton d'Auxerre-Est               |
| 03 |           | Jean-Baptiste Vastra | RPF   | Premier adjoint au maire de Sens, conseiller général du canton de Sens-Nord-Est, chef de bataillon en retraite |
| 04 |           | Clément Bastide      | RPF   | Directeur d'usine, maire de Mailly-le-Château                                                                  |

### Liste du Parti socialiste SFIO
| N° | Candidats | Candidats        | Parti | Principales fonctions                                                                  |
| -- | --------- | ---------------- | ----- | -------------------------------------------------------------------------------------- |
| 01 |           | Jacques Rebeyrol | SFIO  | Avocat, Médaille de la Résistance, ancien député à l'Assemblée consultative provisoire |
| 02 |           | Gérard Vée       | SFIO  | Député sortant, fonctionnaire, secrétaire de la fédération SFIO, Sainpuits             |
| 03 |           | André Delorme    | SFIO  | Avocat                                                                                 |
| 04 |           | Jean Mader       | SFIO  | Ébéniste, conseiller municipal de Sens                                                 |

### Liste du Rassemblement des groupes républicains et indépendants français
| N° | Candidats | Candidats             | Parti | Principales fonctions                                                             |
| -- | --------- | --------------------- | ----- | --------------------------------------------------------------------------------- |
| 01 |           | Jean-Michel Renaitour | RGRIF | Homme de lettres, ancien député                                                   |
| 02 |           | François Breton       | RGRIF | Vétérinaire                                                                       |
| 03 |           | Henriette Mathieu     | RGRIF | Cultivatrice                                                                      |
| 04 |           | Raoul Dubois          | RGRIF | Cultivateur, conseiller général du canton de Brienon-sur-Armançon, maire de Turny |

### Liste d'action économique paysanne et familiale - Mouvement républicain populaire
| N° | Candidats | Candidats       | Parti | Principales fonctions                                     |
| -- | --------- | --------------- | ----- | --------------------------------------------------------- |
| 01 |           | René Massot     | MRP   | Agriculteur à Beauvoir                                    |
| 02 |           | Louis Protat    | MRP   | Conseiller général du canton de Chablis, maire de Chablis |
| 03 |           | André Fosseprez | MRP   | Agriculteur                                               |
| 04 |           | Jean Besson     | MRP   | Professeur                                                |

### Liste du Parti républicain radical-socialiste - Rassemblement des gauches républicaines
| N° | Candidats | Candidats      | Parti   | Principales fonctions                                   |
| -- | --------- | -------------- | ------- | ------------------------------------------------------- |
| 01 |           | André Jaïs     | RGR     | Avocat, conseiller général du canton de Cruzy-le-Châtel |
| 02 |           | Maurice Cameau | Radical | Cultivateur                                             |
| 03 |           | Jeanne Normand | RGR     | Directrice d'hebdomadaire                               |
| 04 |           | Pierre Verrier | Radical | Cultivateur                                             |

### Liste de défense des libertés
| N° | Candidats | Candidats             | Parti                | Principales fonctions |
| -- | --------- | --------------------- | -------------------- | --------------------- |
| 01 |           | Simonne Perrin-Cordin | Défense des libertés |                       |
| 02 |           | Jean Lagaillarde      | Défense des libertés |                       |
| 03 |           | Henri Cousin          | Défense des libertés |                       |
| 04 |           | André Thouvenel       | Défense des libertés |                       |

### Liste de protestation contre la loi électorale pour la défense républicaine et le progrès social - Union démocratique et socialiste de la résistance
| N° | Candidats | Candidats          | Parti | Principales fonctions             |
| -- | --------- | ------------------ | ----- | --------------------------------- |
| 01 |           | René Grumbach      | UDSR  | Maire adjoint honoraire de Joigny |
| 02 |           | Félix Warnier      | UDSR  |                                   |
| 03 |           | Raymonde Heurteaux | UDSR  | Professeur                        |
| 04 |           | Maurice Celhay     | UDSR  | Officier en retraite              |

## Élus
| Député sortant | Parti | Parti | Député élu ou réélu | Parti | Parti |
| -------------- | ----- | ----- | ------------------- | ----- | ----- |
| Prosper Môquet |       | PCF   | Léon Noël           |       | RPF   |
| Gérard Vée     |       | SFIO  | Victor Guichard     |       | CNIP  |
| Jean Moreau    |       | CNIP  | Jean Moreau         |       | CNIP  |
| Jean Chamant   |       | CNIP  | Jean Chamant        |       | CNIP  |

## Résultats

### Résultats à l'échelle du département
- Deux apparentements ont été conclus dans le département.

1. Le premier apparentement fait par les listes du CNIP, du RPF et Rad soc ;
2. Le deuxième apparentement est conclu entre les listes de la SFIO et du RGRIF.

Les voix cumulées du premier apparentement représentant plus de 50% des exprimés, tous les sièges sont répartis à la proportionnelle entre ces partis apparentés.
| Parti    | Parti                                                             | Tête de liste         | Résultats | Résultats | Sièges |  |
| Parti    | Parti                                                             | Tête de liste         | Voix      | %         |        |  |
| -------- | ----------------------------------------------------------------- | --------------------- | --------- | --------- | ------ |  |
|          | Centre national des indépendants et paysans *                     | Jean Moreau           | 37 556    | 30,10     | 3      |  |
|          | Parti communiste français                                         | Prosper Môquet        | 29 075    | 23,30     | 0      |  |
|          | Rassemblement du peuple français *                                | Léon Noël             | 22 742    | 18,23     | 1      |  |
|          | Section française de l'Internationale ouvrière °                  | Jacques Rebeyrol      | 14 114    | 11,31     | 0      |  |
|          | Rassemblement des groupes républicains et indépendants français ° | Jean-Michel Renaitour | 8 166     | 6,55      | 0      |  |
|          | Mouvement républicain populaire                                   | René Massot           | 6 631     | 5,31      | 0      |  |
|          | Parti républicain, radical et radical-socialiste *                | André Jaïs            | 3 816     | 3,06      | 0      |  |
|          | Déf. lib                                                          | Simon Perrin-Gordin   | 757       | 0,61      | 0      |  |
|          | Union démocratique et socialiste de la Résistance                 | Robert Grumbach       | 321       | 0,26      | 0      |  |
|          |                                                                   |                       |           |           |        |  |
| Inscrits | Inscrits                                                          | Inscrits              | 163 349   | 100,00    | 4      |  |
| Votants  | Votants                                                           | Votants               | 128 863   | 78,89     |        |  |
| Exprimés | Exprimés                                                          | Exprimés              | 124 774   | 96,83     |        |  |